# Кёнигсфельден

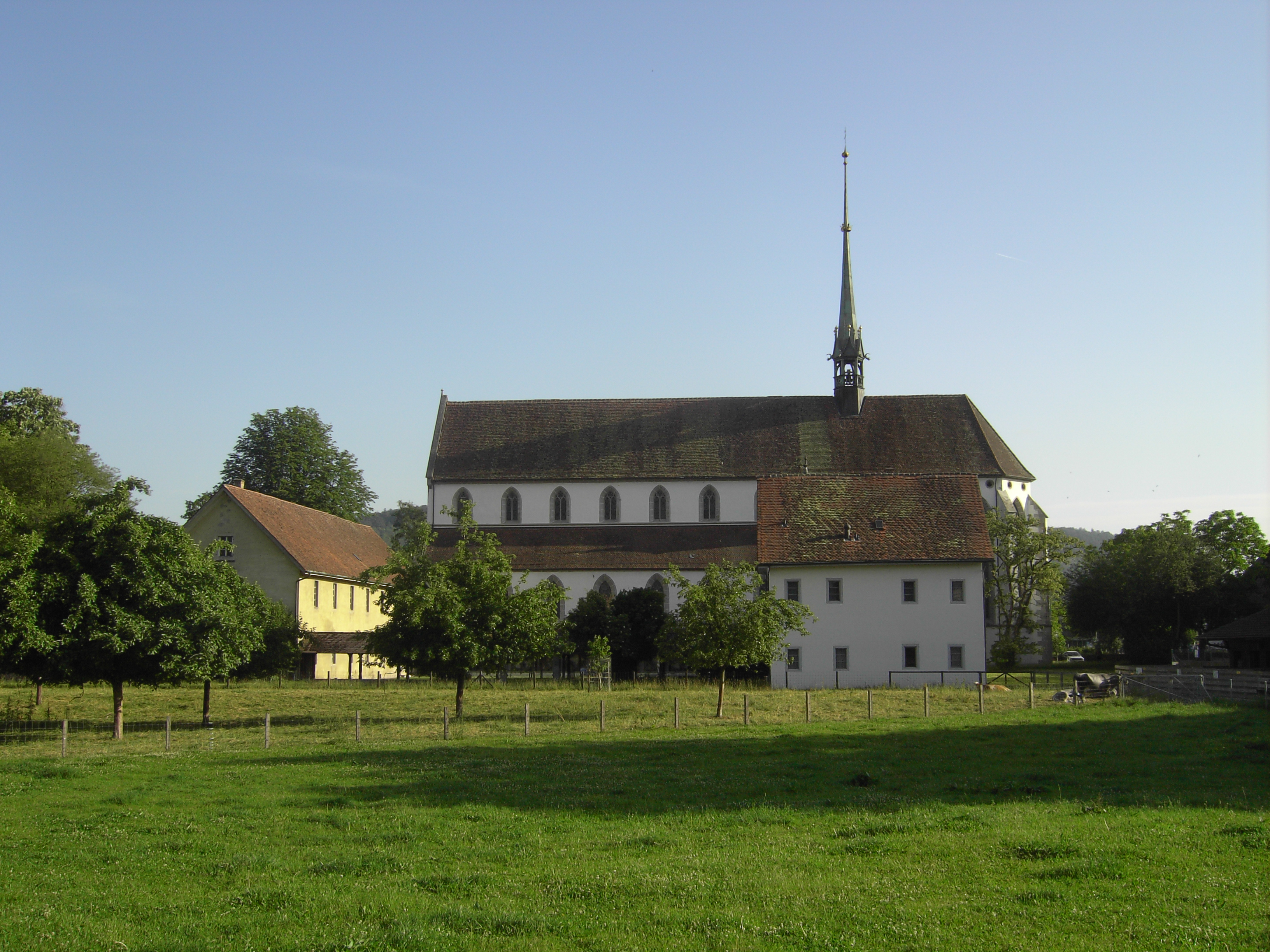
Вид с юга

Кенигсфельден - это бывший двойной монастырь клариссинок и францисканцев в муниципалитете Виндиш в швейцарском кантоне Аргау . Он был основан Габсбургами в 1309 году и секуляризован после Реформации в 1528 году. После секуляризации комплекс зданий служил резиденцией бернских губернаторов, а с 1868 года здесь располагалась психиатрическая клиника. Церковь с витражами  14 века является частью  музея Аргау с 2009 года.

## История
Монастырь был построен по инициативе Габсбургов, родовой замок которых находится примерно в двух километрах к юго-западу от Виндиша. 1-го мая 1308 года король Альбрехт I был убит своим племянником, герцогом Иоганном Швабским.  В память об этой семейной трагедии вдова короля Элизабет фон Герц-Тироль основала монастырь клариссинок который был назван Кёнигсфельден. С самого начала к монастырю клариссинок был прикреплен небольшой францисканский монастырь, который отвечал за пастырское попечение. Первые братья францисканцы переехали в 1311 году, а в следующем году - монахини. Кёнигсфельдская хроника сообщает, что при строительстве монастыря было сделано много находок из времён Римской Империи . Позже выяснилось, что здесь когда-то располагался лагерь легионеров Виндонисса .
Дочь Альбрехта Агнес Венгерская, вдова венгерского короля Андреаса III,  с 1317 года жила в Кенигсфельдене. Благодаря приобретённым ей  землям  и  умелому ведению хозяйства монастырь процветал. 22  Августа 1344 года  папа Климент VI. подарил Агнес привилегию свободного входа в монастырь  для неё даже был выстроен дом на территории монастыря. После ее смерти в 1364 году начался постепенный упадок. В 1397 году  Габсбурги предоставили монастырю самостоятельность .
После введения Реформации в 1528 году монастырь был закрыт. Инициатива роспуска принадлежала монахиням монастыря.
Комплекс зданий подвергся многочисленным реконструкциям и служил официальной резиденцией бернских губернаторов . В 1804 году бывший монастырь перешел во владение кантона Аргау, основанного годом ранее. С 1868 по 1872 год он был преобразован в кантональный санаторий, психиатрическую лечебницу. Большая часть францисканского монастыря была снесена.

### Известные игуменьи
- около 1313 г .: Хедвига фон Кунцлау
- 1318–1324: Гута фон Бахенштейн
- 1329: Бенинья фон Бахенштейн
- около 1330–1340: Агнес  фон Брандис? (Это не могла быть Агнес Венгерская, как принято считать, поскольку, по словам Герберт, она сама никогда не вступала в орден  ).[3] Возможно, что настоятельница женского монастыря Зекинген временами была также настоятельницей женского монастыря Кенигсфельден. В то же время Агнес фон Брандис была аббатисой Зекинген. Как и его предшественник, дворянство Улинген именовалось здесь до 1330 года.
- около 1334 г .: Адельхейд I.
- около 1355 г .: Елизавета I из Лейнингена? (Либенау видит в этом путаницу 1455 года) [4]
- ок. 1371: Анна I. фон Гольденберг
- 1374–1383: Ирменгард фон Хоэнберг
- около 1405: Адельхайд II фон Халльвиль
- 1406–1408: Маргарета I из Вахингена
- 1411–1415: Маргарета II фон Грюненберг
- 1416–1456: Елизавета II Лейнингенская
- 1456–1459: Урсула фон Мюлинен
- около 1459: Ева фон Эрпах
- ок. 1471: Осанна Ягер
- 1472–1492: Аполлония фон Гогенберг
- 1497–1506: Анна II фон Штайн
- 1511–1513: леденцы Emerita
- 1516–1528: Катерина фон Вальдбург

## Монастырский комплекс

Исторический аэрофотоснимок Вернера Фридли 1949 года. Бывшее монастырское здание и церковь

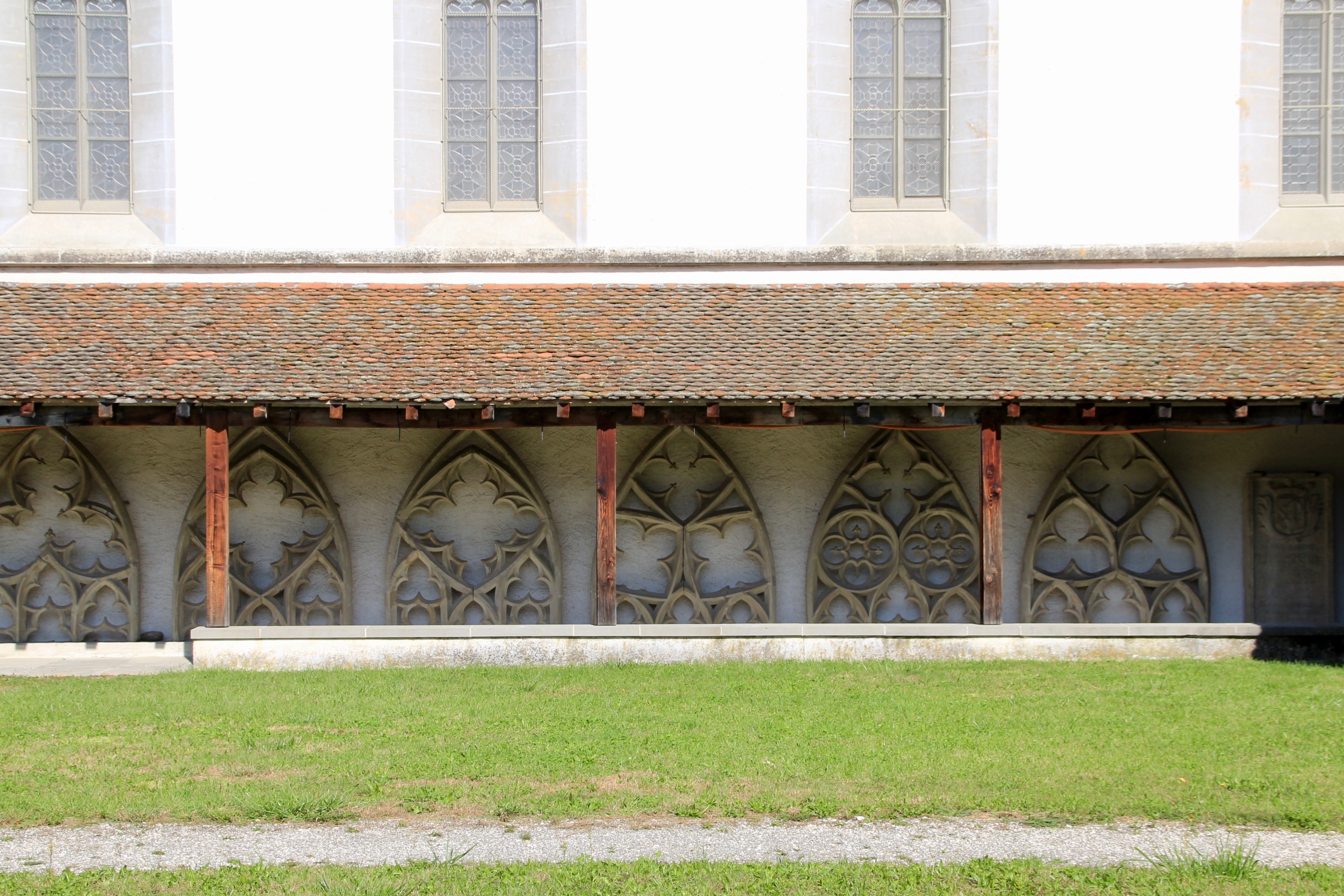
Клуатр

Первоначально церковь была обрамлена монастырем с двух сторон: к северу находился францисканский монастырь, из которого к 1870 году уцелело только так называемое архивное хранилище - истинное назначение помещения до сих пор неизвестно. В нем можно увидеть настенные росписи с изображением рыцарей , павших в битве при Земпахе в 1386 году. Контуры остальных строений францисканского монастыря отмечены каменными плитами .

К югу сохранились части женского монастыря, например, клуатр . Уцелевшие строения в их нынешнем виде дают лишь приблизительное представление о былом величии. Сохранился также бывший фермерский двор с многочисленными хозяйственными постройками. 

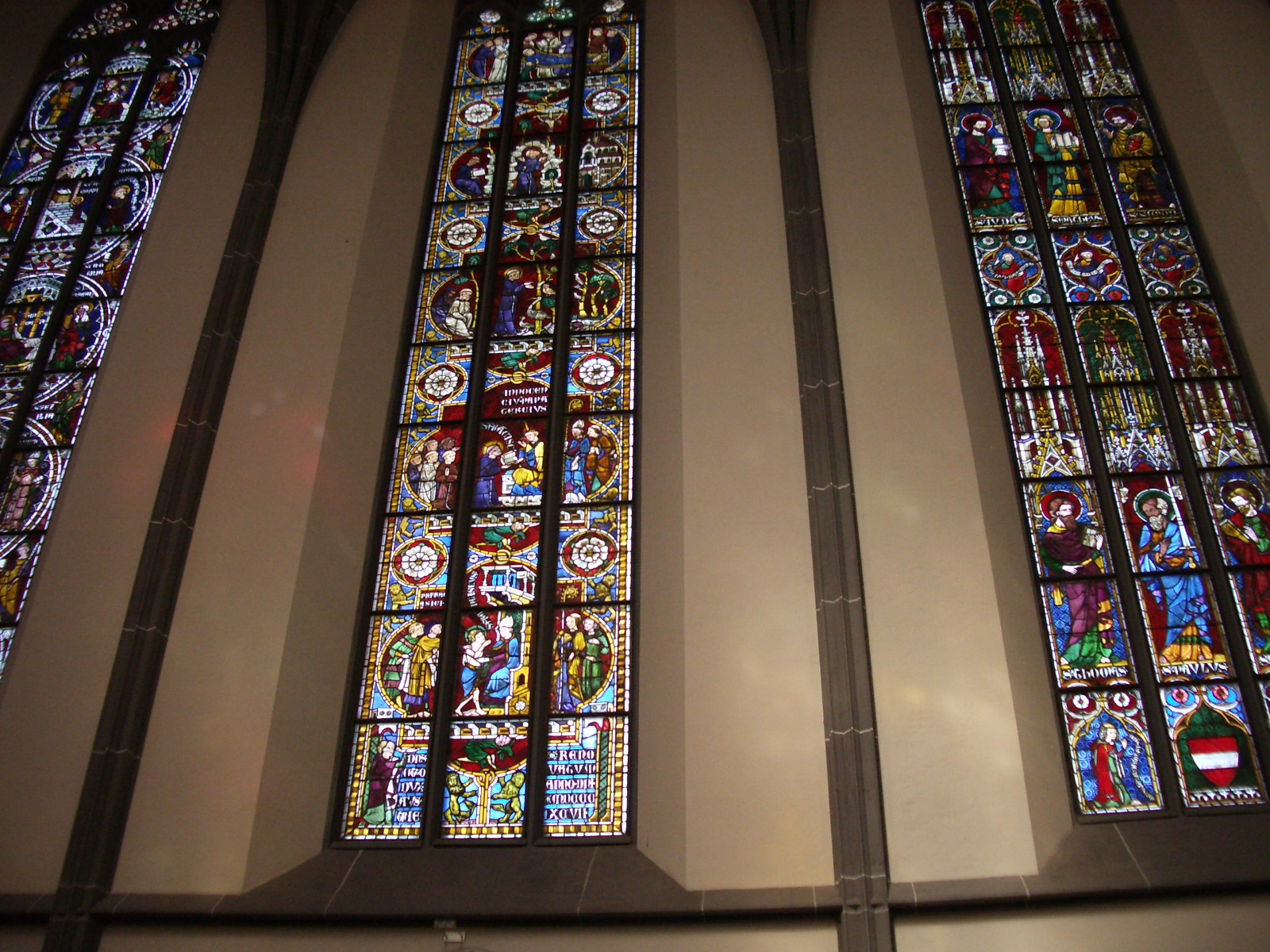
Витражи с изображениями Апостолов и Св.Франциска
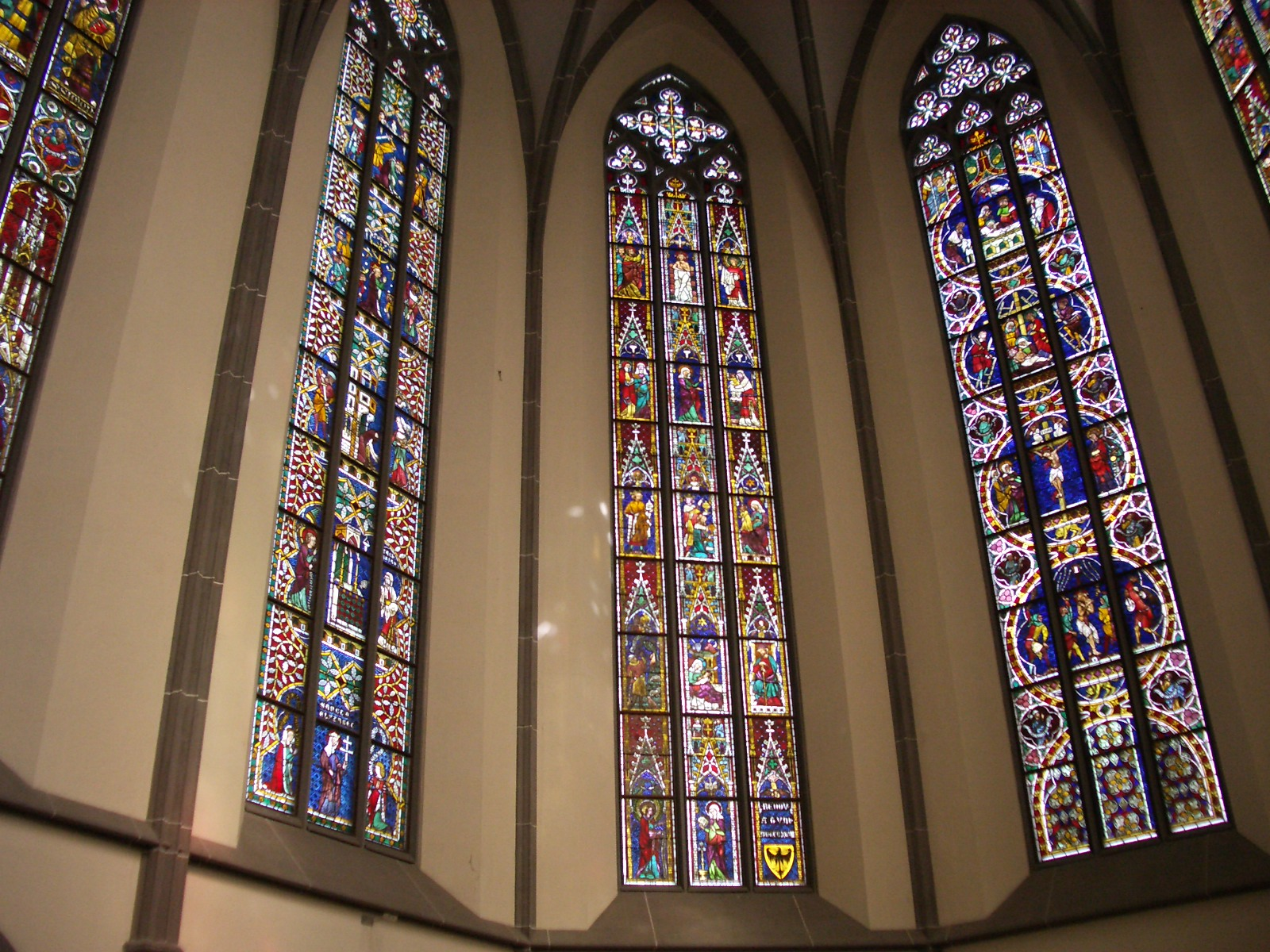
Витражи с изображениями Страстей Христовых
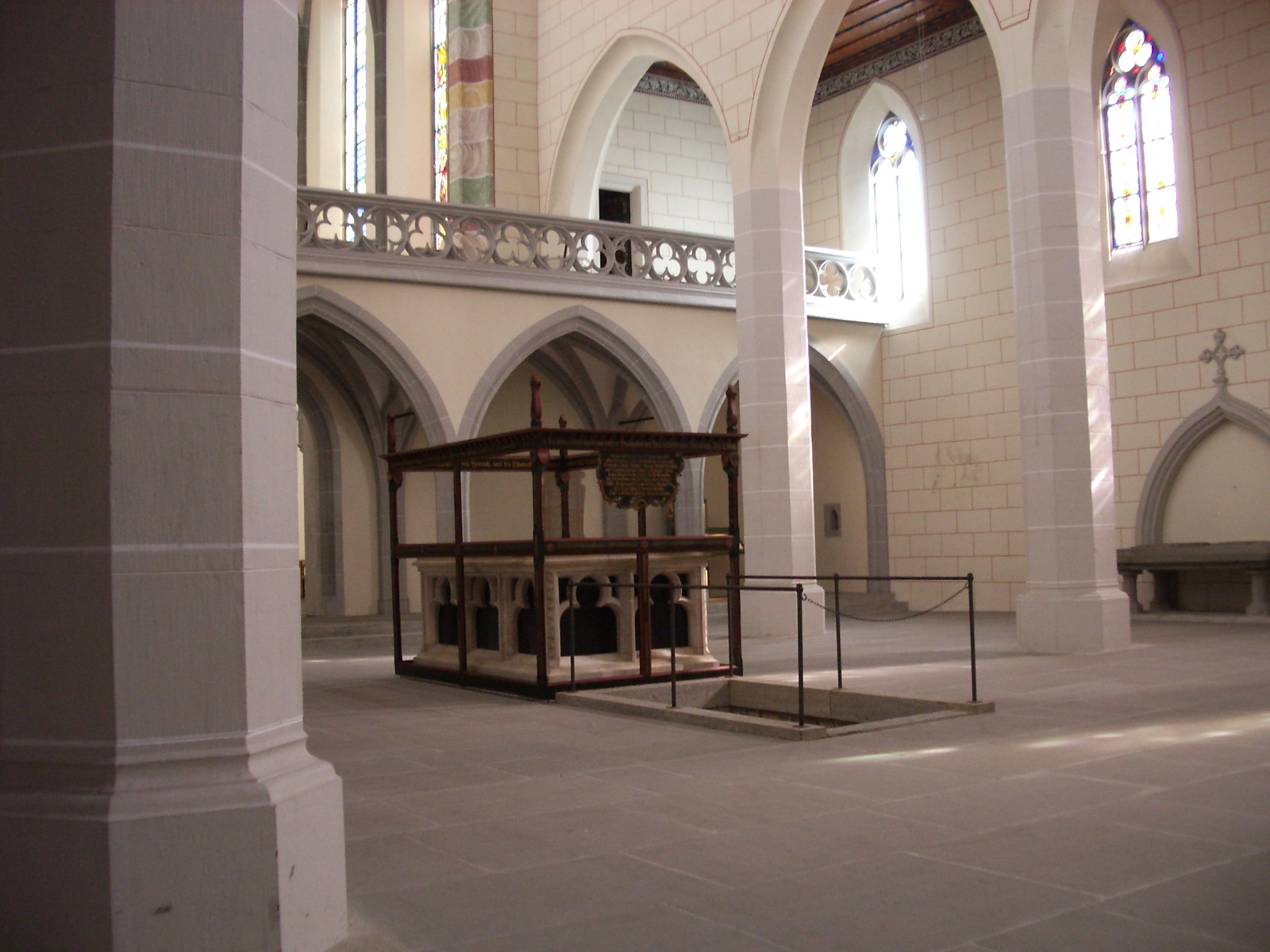
Родовая гробница Габсбургов, ок. 1320 г.
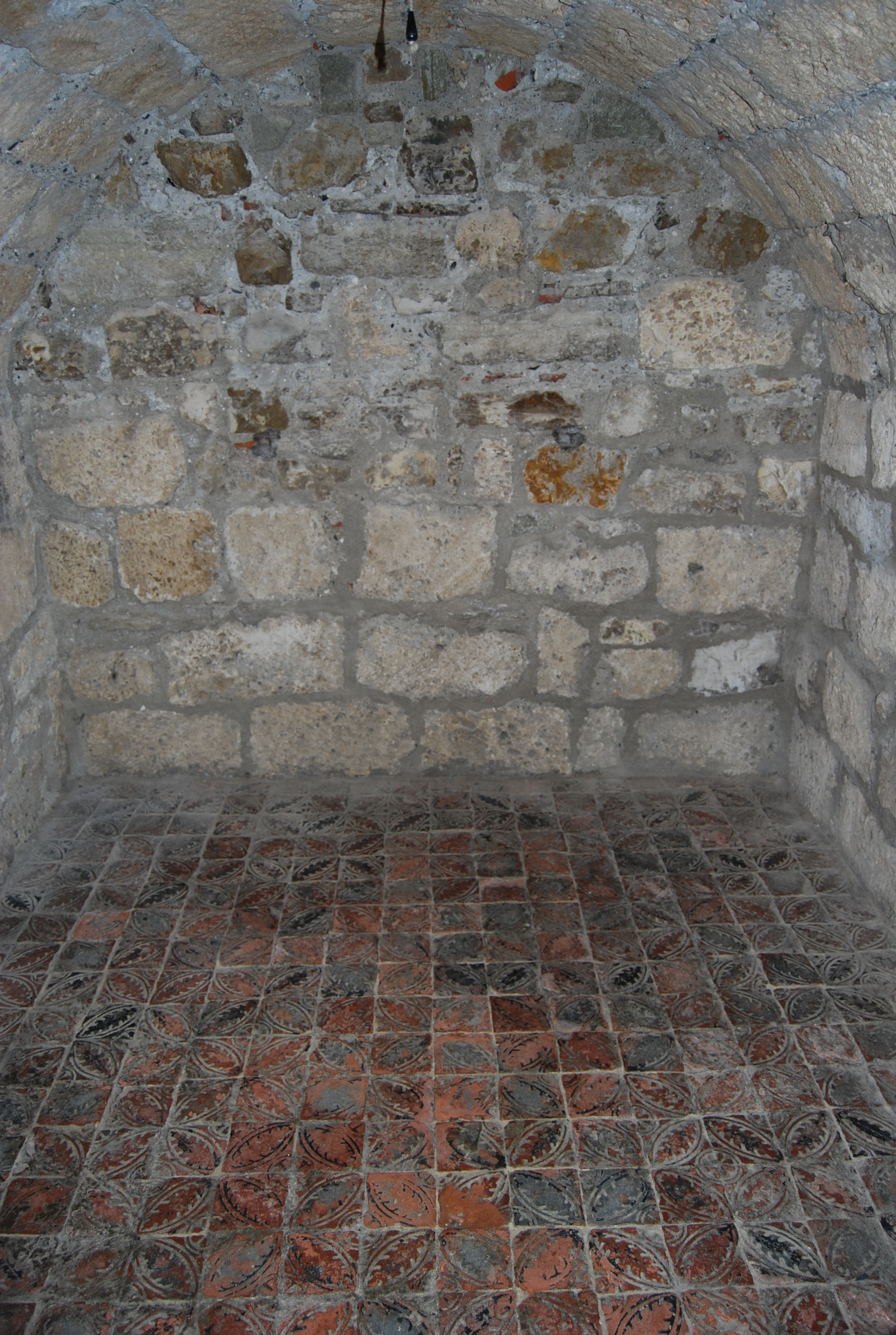
Габсбургский склеп
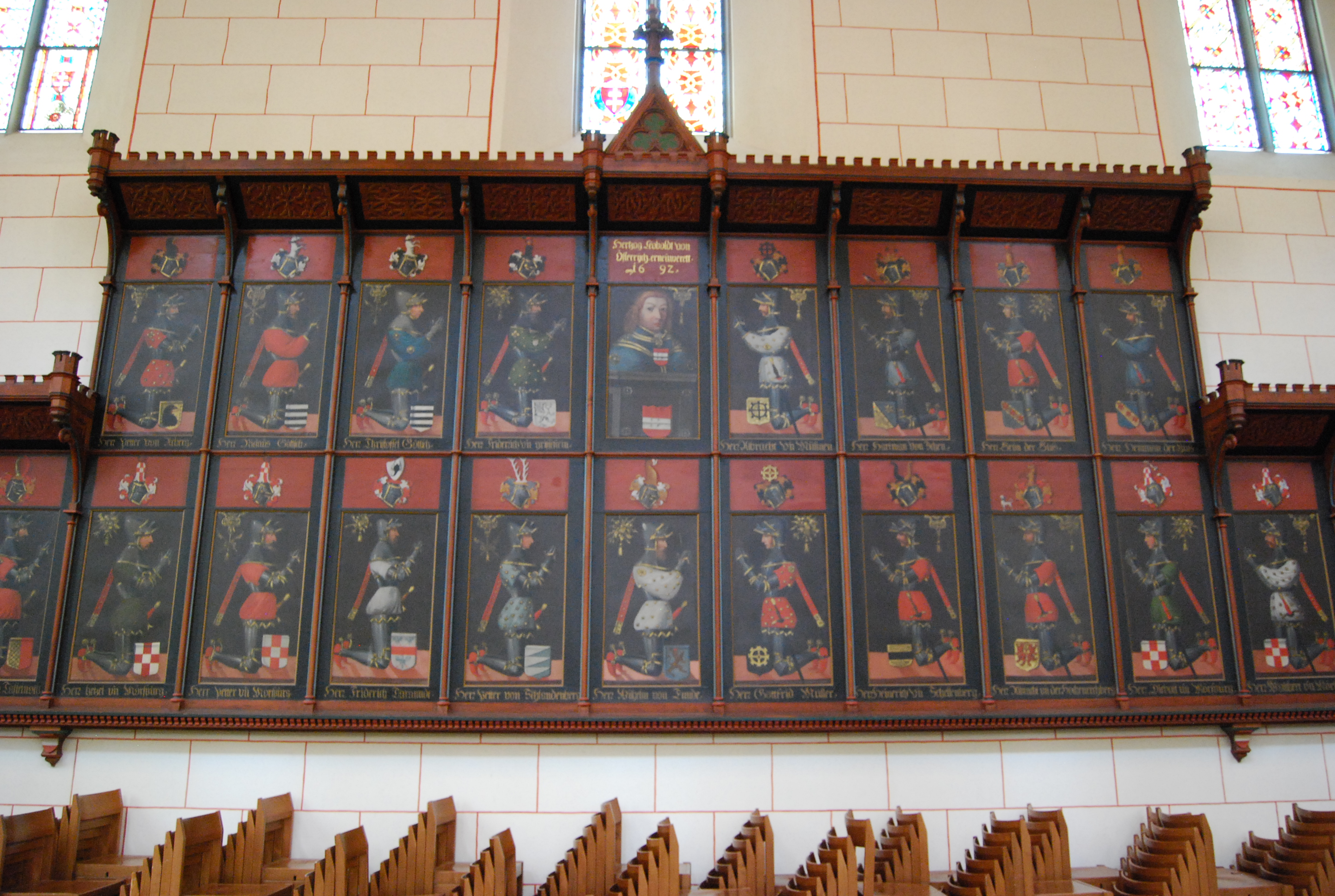
Мемориальная доска дворян , павших в  битве при Земпахе .

### Монастырский амбар

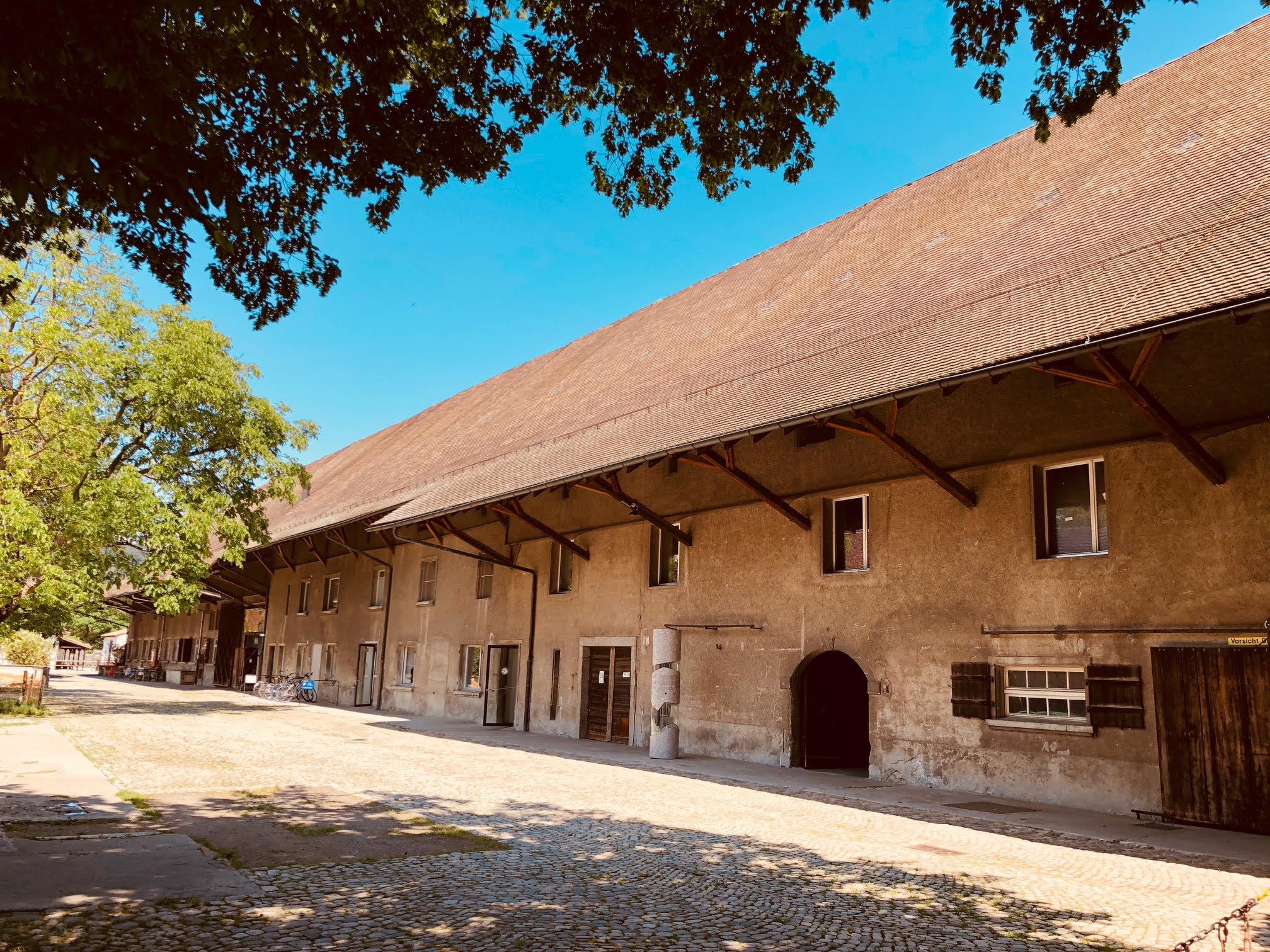
Кенигсфельденский монастырский амбар

Монастырский амбар, построен в 1744 году и является самым мощным в своем роде в кантоне, напоминает о прежнем экономическом статусе Кенигсфельдена как самого богатого хозяйства этих мест. Несмотря на то, что потребовалась некоторая модернизация, он по сути сохранил свой первоначальный вид.